# Bäcksmyg
Bäcksmyg (Lochmias nematura) är en fågel i familjen ugnfåglar inom ordningen tättingar.

## Utseende och läte
Bäcksmygen är en rätt liten och knubbig gärdsmygsliknande ugnfågel med kort stjärt. Ovansidan är mörkbrun, undersidan strödd med vita fläckar. Näbben är något nedåtböjd. I Venezuela och sydöstra Sydamerika har den ett tydligt ögonbrynsstreck som saknas hos fåglar i Anderna.

## Utbredning och systematik
Bäcksmyg placeras som ensam art i släktet Lochmias. Den delas in i sex underarter med följande utbredning:
- L. n. nelsoni – östligaste Panama (Darién)
- L. n. sororius – Anderna från Colombia till nordöstra Peru samt kustbergen i norra Venezuela
- L. n. chimantae – bergstrakter i sydöstra Venezuela (Gran Sabana)
- L. n. castanonotus – tepuis i södra Venezuela (Bolívar and Amazonas)
- L. n. obscuratus – östcentrala Peru och västra Bolivia
- L. n. nematura – sydöstra Brasilien till östra Paraguay, Uruguay och nordöstra Argentina

## Levnadssätt
Bäcksmygen gör skäl för sitt namn genom att nästan alltid ses intill rinnande vattendrag inne i skog. Där håller den sig ofta skymd, födosökande på eller nära marken.

## Status och hot
Arten har ett stort utbredningsområde, men tros minska i antal, dock inte tillräckligt kraftigt för att den ska betraktas som hotad. Internationella naturvårdsunionen IUCN listar arten som livskraftig (LC). Beståndet uppskattas till i storleksordningen en halv miljon till fem miljoner vuxna individer.